# Lewis R. Bradley
Lewis Rice "Broadhorns" Bradley, född 15 februari 1805 i Orange County, Virginia, död 21 mars 1879 i Elko, Nevada, var en amerikansk demokratisk politiker. Han var den andra guvernören i delstaten Nevada 1871-1879.
Bradley flyttade 1862 till Nevada och försörjde sig med boskapsskötsel i Elko County. Han tjänstgjorde två mandatperioder som guvernör. Han kandiderade 1878 till en tredje mandatperiod, men förlorade knappt mot John Henry Kinkead.
Bradleys grav finns på Elko City Cemetery i Elko.